# ベリアン (フランス)
ベリアン （Berrien）は、フランス、ブルターニュ地域圏、フィニステール県のコミューン。

## 地理

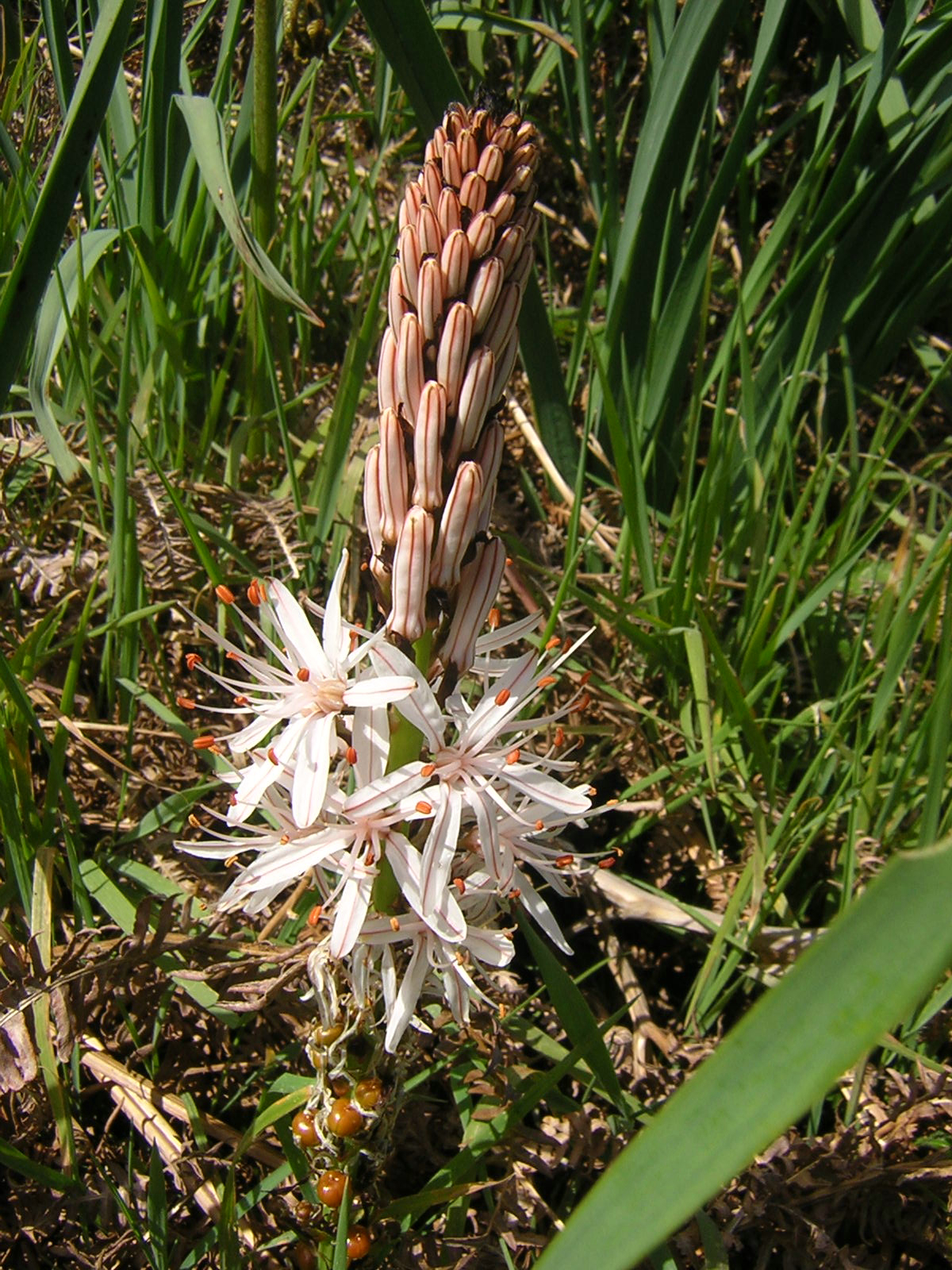
アスフォデルス

コミューンはアレ山地の東側を占め、中心部は標高260mのところにある。アルモリカ地域圏自然公園の一部となっている。有名なユエルゴアの奇岩を生み出したアルジャン川がベリアンを流れ、加えてオーヌ川の支流2つも流れる。コミューン面積の約1/4である1500ヘクタールは、片岩の尾根やムーア、湿原が占める。もし、これら地域が高い経済的価値を持っていないとしたら、かわりに高い生態学的価値を持つことになるだろう（そこでとれる草は敷き藁になり、燃料になり、家畜の飼料になった。夏の間には一時的に作物が収穫でき、大規模な放牧の土地にもなった）。
ベリアンには、他の地域では希少な保護植物、ユリ科の多年草アスフォデルス（Asphodelus）の繁殖地がある。この植物は1862年にモルビアン出身の植物学者アロンドー（Arrondeau）が発見したため、アロンドーのアスフォデルスと呼ばれる。その茎は1.2mにまで伸びて、5月から6月にヒアシンスのような花を開花させる。
ヒメハイイロチュウヒが、ブルターニュではベリアンで営巣している。アフリカ大陸から戻って6ヶ月間ブルターニュで越冬し、誰にも邪魔されない荒地の湿地帯や湿地の端に巣を作る。
ベリアンはブルトン気質を残す地である。『ベリアンは、バス＝ブルターニュのほぼ中心にある、ユエルゴア小郡に属する8つのコミューンのうちの1つである。北から西にかけ、コミューンは時に標高が300mを超えるアレ山地に制限されてしまう。ブルターニュにおいてはこの標高がかなりの高さとみなされる。湿地や湿原の広がるこの広大な地域とは対照的に、南と東は非常に深い谷で、樹木が茂っており、オーヌ川へ向かって下っていく。何世紀にもわたって、カレ＝プルゲールからモルレー、モルレーからランデルノーへつながるローマ街道が、小郡を通過していた（東側は最初ベリアンを通過した）。我々は地域がより深く、地理的孤立状態にあったことを知らされる。地元の民意の一部に見られる保守的な側面は、こうした孤立を好んでいたのである。』

## 歴史

### 古代

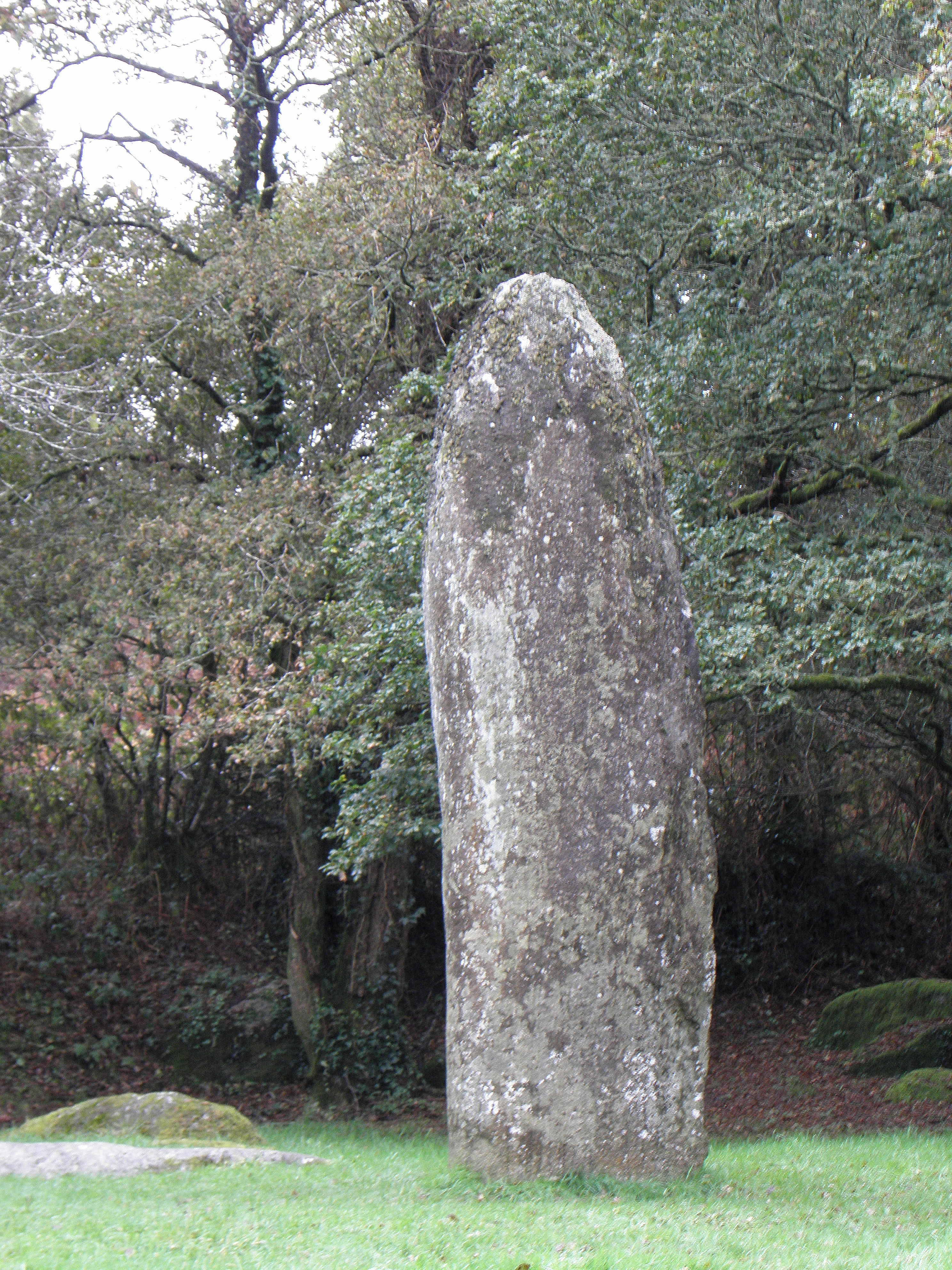
ケランプルヴェンのメンヒル

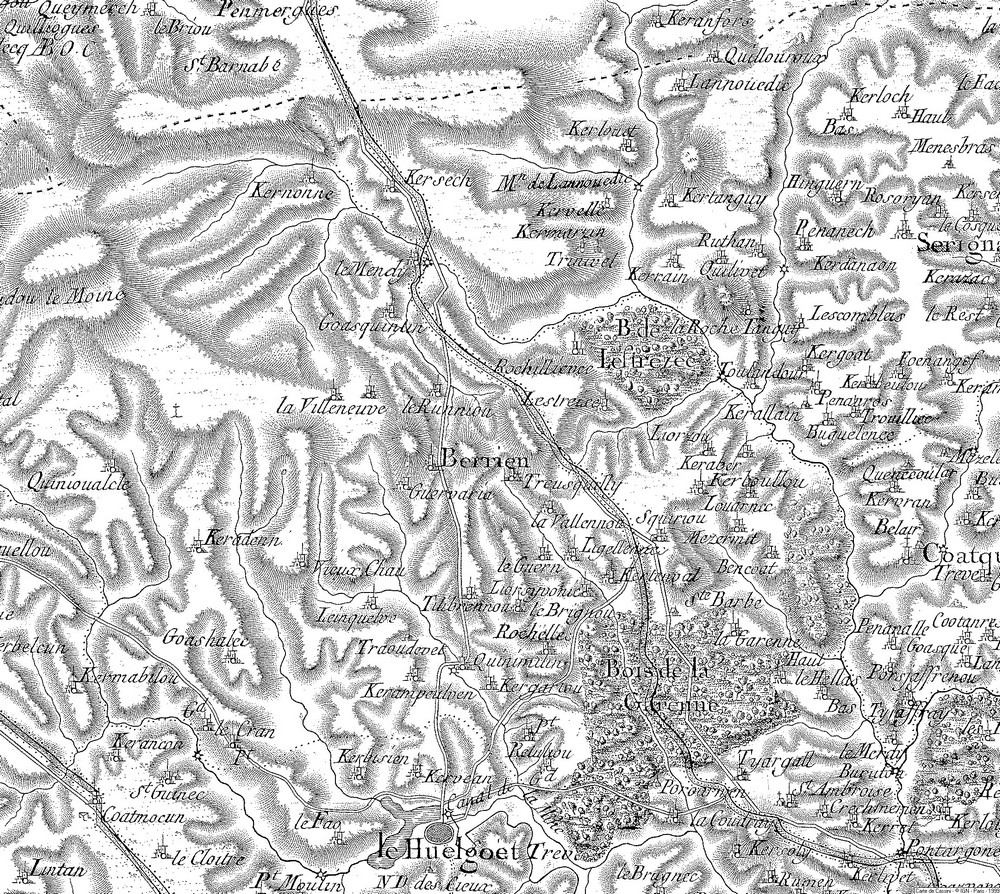
18世紀のカッシーニ地図に描かれたベリアン

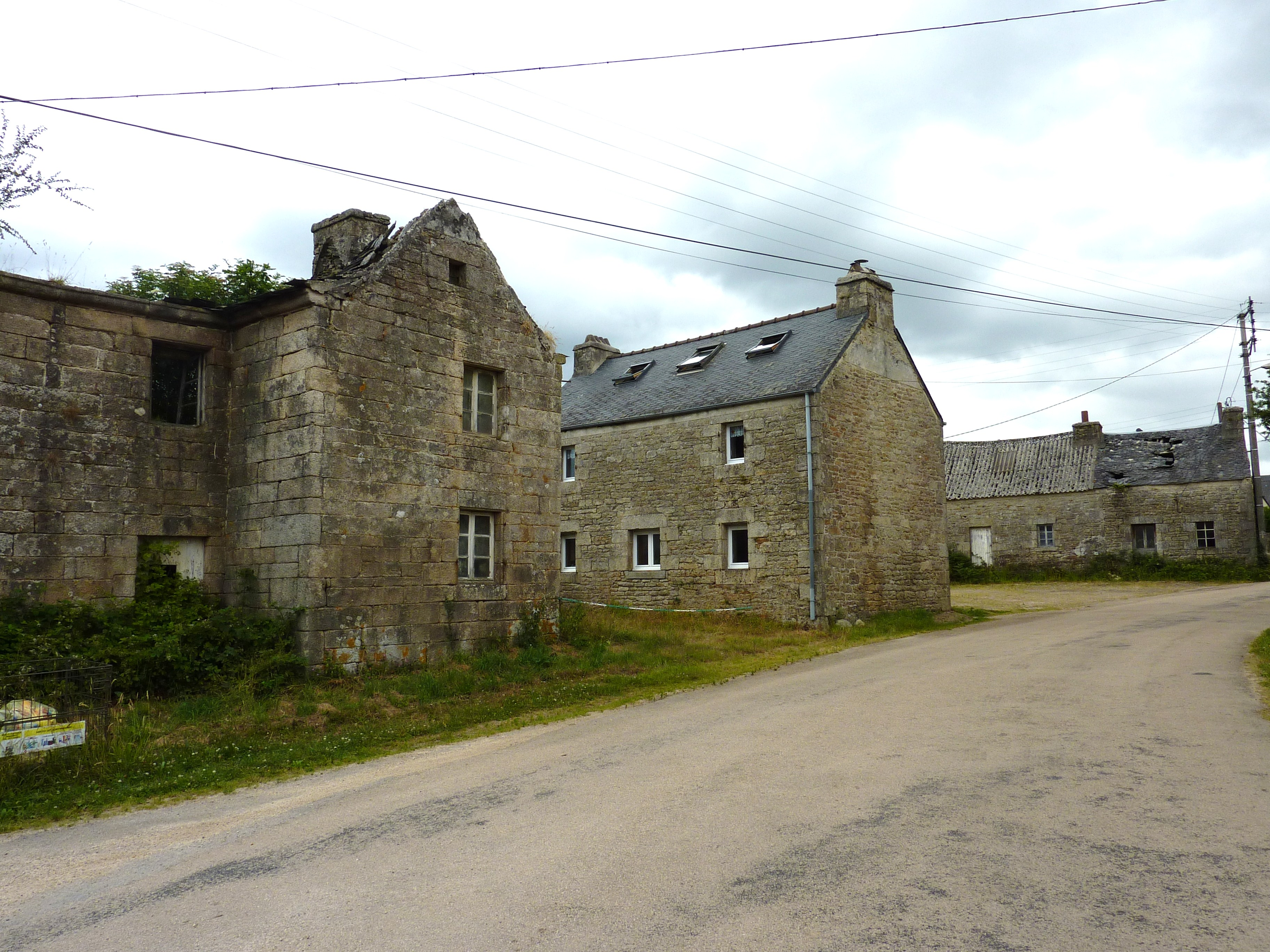
ケルマリア集落の朽ちた住宅

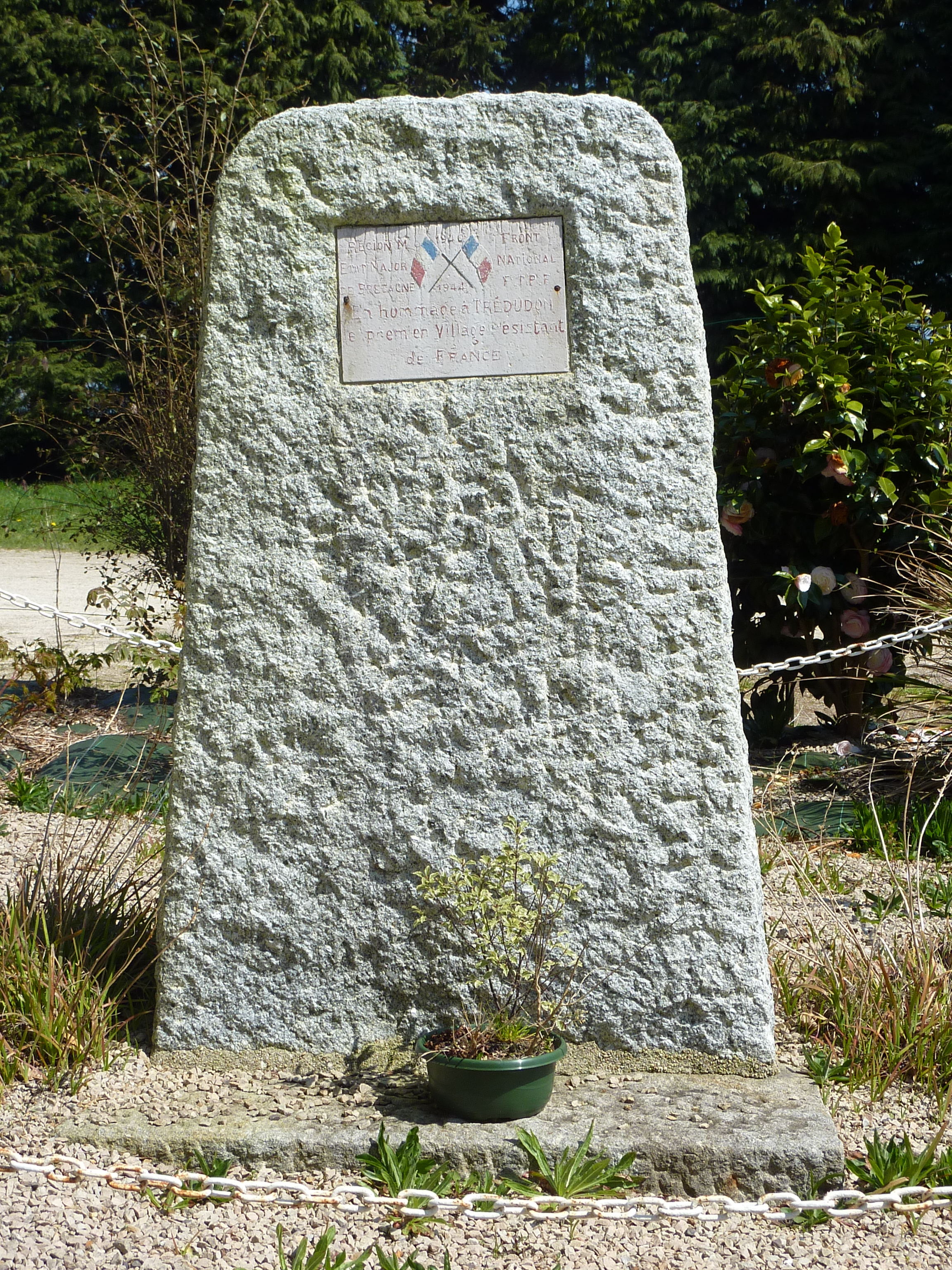
トレテュドン・ル・モワーヌにあるレジスタンス記念碑

火を用いた荒地の開墾の痕跡で判断すると、新石器時代からベリアンの土地には人が定住していた。メンヒルやドルメンといった巨石記念物があり、青銅器時代の墳丘墓がコミューン内から発見されている。鉄器時代の囲い地や同時代の石碑も認定されている。ベリアンにおいて、ローマ街道はモルレーとケリリアン（現在はプロネヴェンテルの集落）の方角に分かれていた。ゴエニドゥ集落では、地中に埋められたローマの硬貨が見つかっており（一部は117年から192年のもの）、硬貨にはこの地にかつて存在した職業が反映されている。
今日のベリアン一帯は、高齢の者がかつて犠牲に捧げられたAr Roc'h Wareg、omphalos（犠牲の石）に関連する岩の伝承によって明らかなように、キリスト教以前の信仰の名残が残った。
8世紀、ブリテン島生まれの隠者である聖エルボ（Saint Herbot）は、ブルターニュに移住した。彼の伝えた賛美歌は、聖エルボがアレ山地の乾いた斜面に良き言葉を伝道しにきたことを教えるものだった。彼は自分がこもる庵をつくり、人よりもウシの一団といることを好んだ。健康を取り戻したいと願う病人たちは、彼が修道生活を送る庵へやってきて彼に会うことを望むのだった。伝説によると、ベリアンという名の女性がいた。彼女は、自分の仕事よりも隠者の教えに関心を持った夫の面倒を見るのを嫌になり、石を持って彼を追いかけた。『彼はこのように叫んだ。ベリアンの土地は今以上たくさんの石で覆われるだろう。全能の神でも、石を金属に変えることはできない。』
その後エレ川、そしてリュスケック集落を越え、サンテルボ礼拝堂はプロネヴェ・デュ・フーのコミューンの近くに移動した。聖エルボは家畜の健康を司る守護聖人として崇敬の対象となっている。

### 中世
現在のベリアンは、11世紀にはPlebs Berriunの名で知られていた。しかしその名は1262年にはBerianとなり、1296年にはBeryanとなった。1308年から1310年にかけBeryennとなり、最終的に1330年代にBerrienに落ち着いた（ブルトン語ではBerienである）。その名は、ブリテン島のコーンウォールに住んでいたアイルランド島生まれの隠者ベリオネ（Berrione、英語ではBuriana）からきている。彼の名はコーンウォールにある集落セント・バリアン（en）の由来となっている。
13世紀から14世紀、ルラック修道院からやってきたシトー会修道士たちは土地利用の原型をつくって、開拓を容易にした（各農家ごとに、一軒の住宅、小さな庭、狭い畑を自分のものとした）。これはケヴェーズ（fr）と呼ばれ、ブルターニュにおいて教会が荘園領主となった土地で行われた制度であった。ケヴェーズの例として1350年代に打ち捨てられた中世の集落ゴエニドゥ（Goënidou）がある。そこは平民が暮らす土地であった（中心に煙突のある住宅が左右対称に並んでいた）。フランス南西部によく見られる、バスティード（fr）を想起させるシステムである。
ベリアンは最初プルエ・ド・ラ・モンターニュという地方の一部であった。古いベリアン教区分割後も11世紀には、現在は独立したコミューンとなっているラ・フイエ、ボトムール、ユエルゴア小教区、ボトムール、ロクマリア＝ベリアンの土地を包括していたことが、ランデヴェネック修道院の特許状台帳に記載されている。当時の面積は12,500ヘクタールを超えていた。このコミューンの11世紀の古文書から見つかったCummana in plebe Berriunという地名を信じるのであれば、コマナすら含まれていたことになるだろう。それは13世紀の高位聖職者の俸給であり、16世紀にはカンペールの高位聖職者の俸給の1つとなっていた。土に埋められた金銭や宝物として、1596年か1597年頃の銀29個（スペイン産1、フランス産28）、金5個（スペイン産）が、1968年にクラン集落のパン窯近くから発掘された。この時代のブルターニュは世相が混乱していた。ユグノー戦争のさなかであり、ギィ・ド・ラ・フォンテネルのような傭兵の一団が荒らしまわっていたのである。

### 近代
12世紀、古いベリアン教区はラ・フイエに聖ヨハネ騎士団のコマンドリーが設置されたために、ボトムール教区が新設され2つに分離した。1792年、ベリアン教区から分離したユエルゴアがコミューンとなった。それも、ベリアンをさし抜いて小郡庁所在地となった。続いて、ロクマリア教区がベリアン教区から分離した。ロクマリア教区は1802年にコミューンのロクマリア＝ベリアンとなった。ベリアン教区さえ、1791年の法律によってユエルゴア教区に併合され、その独立を失ってしまった。最終的に、ボトムール住民の要請で1851年にボトムールがコミューンとなって、かつての教区はバラバラになった。
19世紀からのベリアンは、アレ山地やポエル地方の他のコミューンと同様に、共和主義者、社会主義者、共産主義者の強い土地柄になっていった。教権主義か反教権主義、白か赤かで2世紀の間多くの論争、闘争が起きた。1871年、ベリアン首長はシャトーランの副市長にあてて書簡をつづった。『ベリアンで公共サービスを提供すると、その影響力は全ての状況において公然と吸い取っている。彼一人でコミューンを治める権利を持つのだ。侮辱からいかなる時も道徳を守るという目的で、多くの場合ピストルで武装し、聖堂主任司祭はピストルを使うことを恐れなかった。彼は誕生、死亡、結婚の際に教会の仲介が必要なだけだというのに、コミューンの一般家庭でする必要のない説教を行うのである。』。同じ年、ベリアンの首長は聖堂主任司祭に対して訴状を提出した。首長は、聖堂主任司祭が住民に対して当然行うべき聖職者としての職務の遂行を拒否しながら、その一方でしかるべき処遇を求めていることを非難した。同じ年、ベリアンの農家がフィニステール県知事に、聖堂主任司祭の頑固さに文句を言うため手紙を書いた。聖堂主任司祭は、『悪い知らせ』を受け取るからという理由で復活祭の聖体拝領を行うことを拒否したのである。1906年、財産目録のいさかいが、ユエルゴアの収税吏の重大な事件を引き起こした。収税吏は聖職者の資産を調査するため、ベリアンへやってきた。彼は職務に忠実で、聖職者をひどい目に合わせた。同じ年、ベリアンの首長はコミューン住民が行った、女子教育を行う私立学校への法的な遺贈に異議を唱えた。
スキリウーの谷を通してモルレーとカレの区間を通るブルトン・ネットワーク鉄道が1892年に発足し、ベリアン＝スクリニャック駅がこの2つのコミューンの中間に建設された。1896年に操業を開始した鉄道に大統領フェリックス・フォールが乗車し、ベリアン＝スクリニャック駅に3分停車した。首長が祝意を伝え、大統領が返答した。バグパイプが祝いのため演奏された。この鉄道は住民にとって重要な意味を持った。モルレーやカレに鉄道で行くことができ、穀物が輸送され、特にスクリニャックの市の期間には生きた家畜が輸送された。石炭、化学肥料、マイエンヌ県から運ばれてきた石灰が毎週関係するコミューンに輸送された。旅客輸送は1939年に停止された（バスで行われるようになった）。鉄道による貨物輸送は1962年9月で停止された。レールは1967年に除かれた。

### 現代
20世紀のコミューンは長い間非常に貧しかった。1923年、地元の学校の床が児童の重みで崩壊したことからそれがわかる。床が非常にひどい状態で、学校建物は常に湿っていたのである。教員用住宅は11年間も修繕が行われず、4つある教室は冬になると全部雨漏りした。2つの教室はそれぞれ25人の児童を教えるには小さすぎた。
『住民の記憶』（メモワール・デ・ゾム、Mémoire des Hommes）によれば、フランスに命を捧げた者として名が残る第一次世界大戦の死者は、ベリアンにおいて112人である。これは1911年時点のベリアンの人口の4.7%を占めていた（フィニステール県では第一次世界大戦の死者は総人口のうち3.7%、フランス全体での第一次世界大戦の死者は総人口のうち3.0%）。
1943年5月17日に13時間もの間、プロネヴェ・デュ・フー、スクリニャック、ベリアンにおいて空中戦が起きた。イギリス空軍機が炎上して墜落し、燃料タンクまたは搭載していたミサイルに起因する火災が起きた。
第二次世界大戦中、ベリアンの集落であるトレテュドン・ル・モワーヌにおいて地元の共産主義者の主導によって、フランス初の農村部でのレジスタンスが生まれた。ジャン・ケルドンキュフはその著作の中で、レジスタンスの犠牲者の痛ましさにふれている。22人が銃殺され、16人が収容所に追放された。収容所で10人が死に、11人が戦闘中に死亡、または行方不明になった。ベリアンのレジスタンス2人とスクリニャックのレジスタンス2人が、1944年6月8日、レンヌでドイツ軍によって銃殺された。1944年8月、ベリアンのスキリウー集落出身のジャン・ルイ・プラサールは、レンヌで最後に発車した追放者専用列車から逃亡した。また、フランソワ・ポールは1944年8月にそれまで収容されていたコンピエーニュからブーヘンヴァルト強制収容所へ送還された。フロッセンブルク（en）やテレージエンシュタット（現在のチェコ、テレジーン）へ送られた者もいた。

## 人口統計
| 1962年 | 1968年 | 1975年 | 1982年 | 1990年 | 1999年 | 2006年 | 2010年 |
| ------ | ------ | ------ | ------ | ------ | ------ | ------ | ------ |
| 1331   | 1179   | 1069   | 1018   | 1005   | 940    | 952    | 960    |

参照元:1999年までEHESS、2000年以降INSEE

## 経済
1967年からカオリンの採掘が始まった。カオリンは鉱物のカオリナイトから生じた粘土である。白っぽく、花崗岩や片麻岩・頁岩を機械的または化学的に変化させた粘土は、セラミックの原料としたり磁器の製造に用いる。2000年代初頭にベリアンで鉱物を採掘することなくなっていたが、1998年に近くのコミューン、ロクフレにあるメネズ・デュ採石場で採掘された。この採掘で採石場周辺の生態系が失われているが、新しい採石場から採れ続けているため、特殊な産業活動の維持に役立っている。

## 史跡
- ケランプルヴェンのメンヒル
- アレ山地にあるゴエニドゥ集落跡
- サン・ピエール教区教会 - 16世紀。
- サンタンブロワーズ礼拝堂 - 12世紀からあるが、現在の建物は17世紀再建のもの。
- カルヴェール

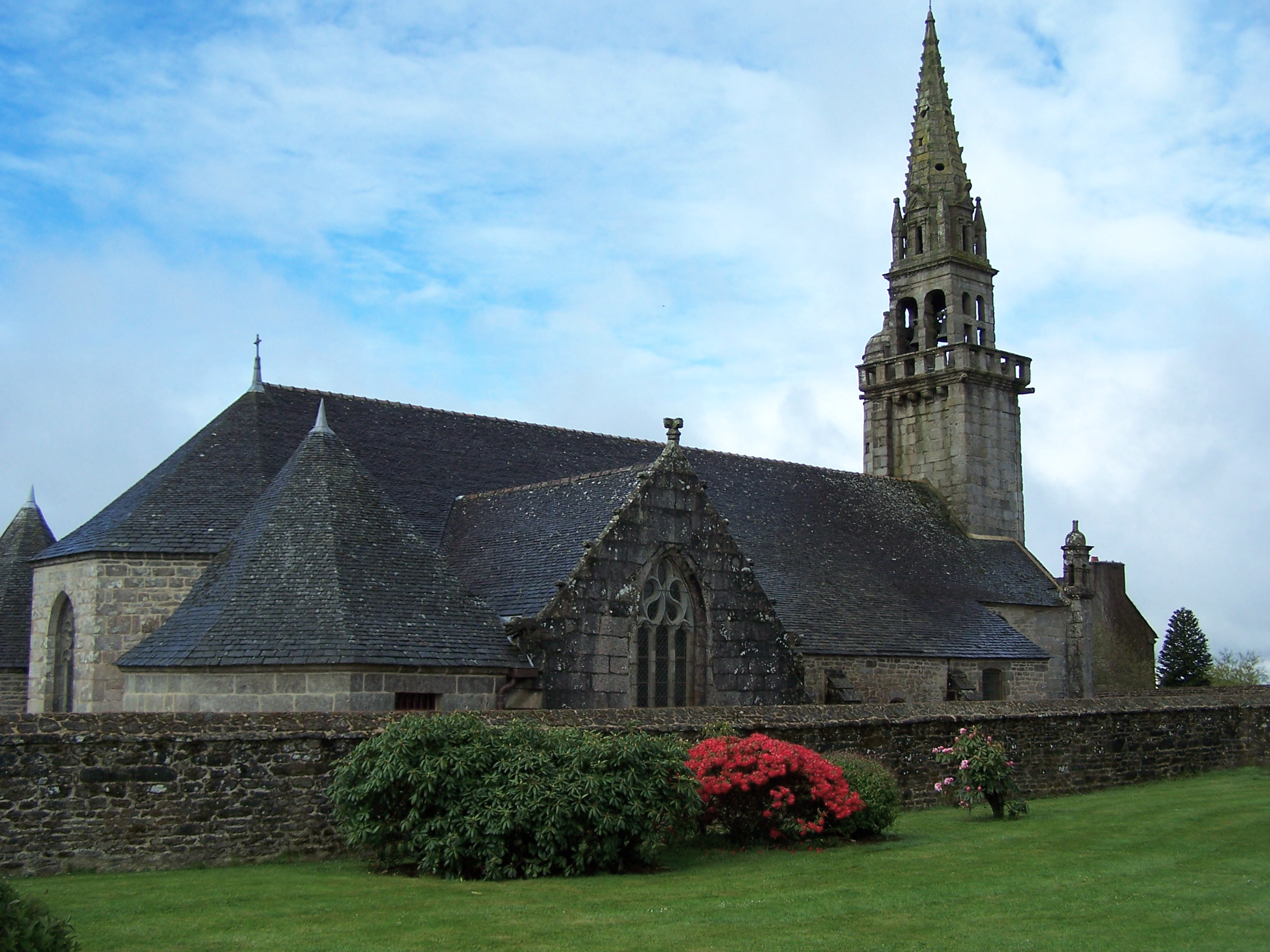
サン・ピエール教会
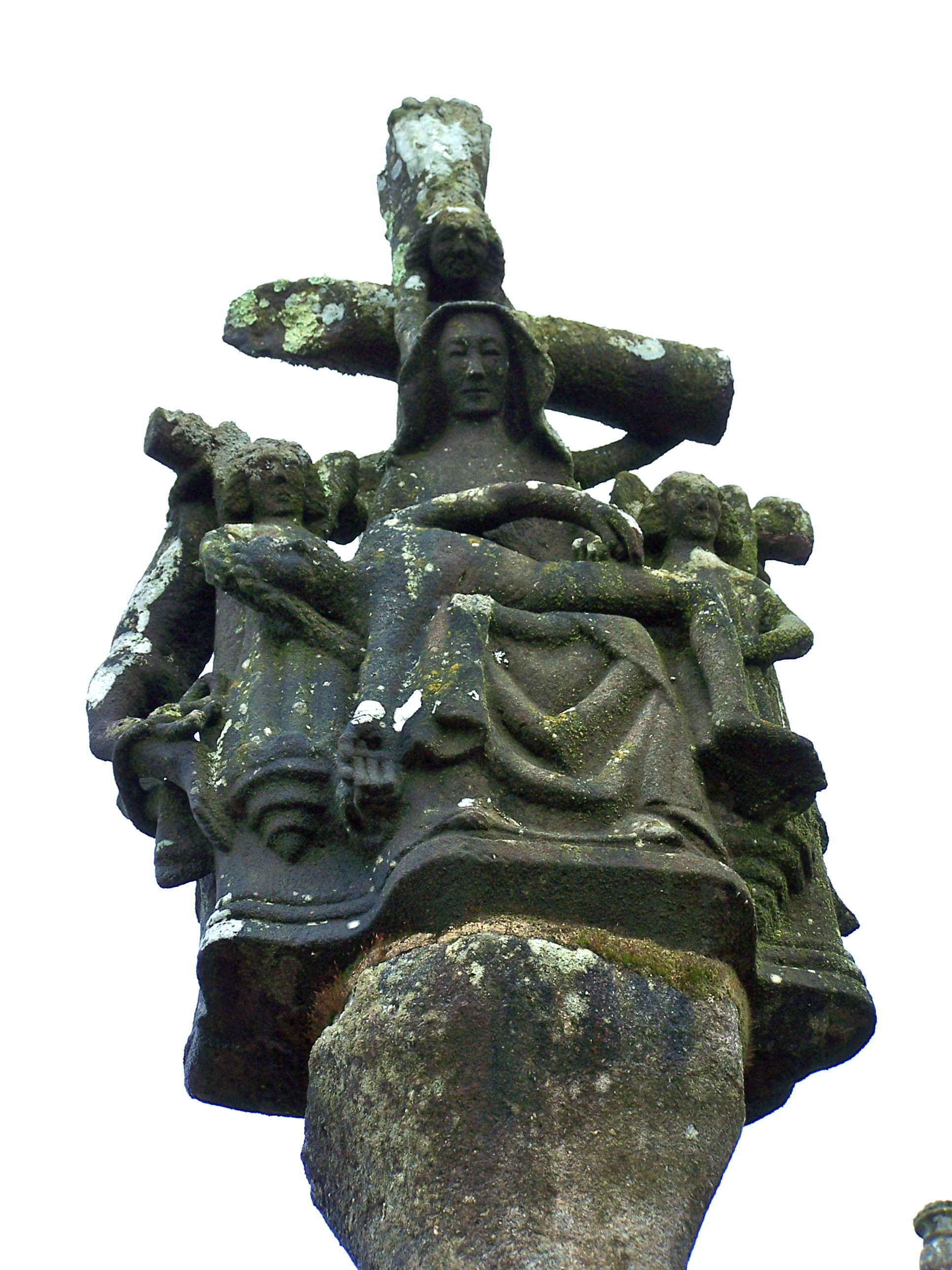
カルヴェール
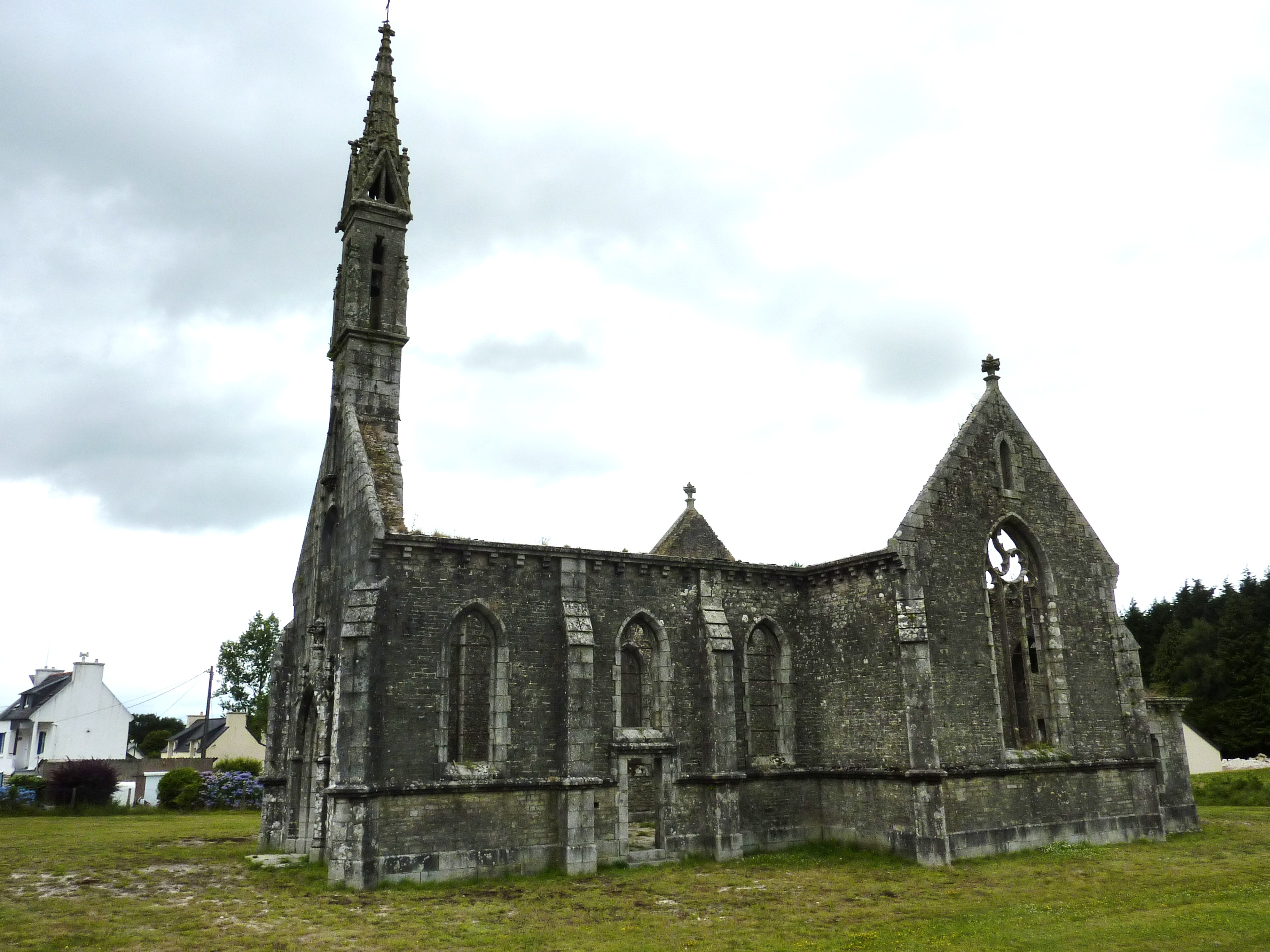
サント・バルブ礼拝堂